# SIGGRAPH
Le SIGGRAPH (Special Interest Group on Computer GRAPHics and Interactive Techniques) est un séminaire américain sur l'infographie et les techniques interactives. La conférence inclut des cours et des présentations de produits de l'industrie. C'est l'un des événements les plus importants pour l'industrie des images numériques.
Elle est organisée annuellement par le Special Interest Group on Computer Graphics and Interactive Techniques (SIGGRAPH) de l'ACM. La première édition eut lieu en 1974. De nombreux professionnels et experts s'y retrouvent pour présenter leurs recherches et les progrès dans le domaine de l'infographie et la programmation graphique.
À noter que depuis 2008, une seconde conférence annuelle SIGGRAPH se tient en Asie. Alors que la conférence SIGGRAPH se tient traditionnellement en milieu d'année, SIGGRAPH Asia a lieu vers la fin d'année.

## Historique
| Année | Lieu                | Liens                                                                            | Date                  | Participants | Exposants | Notes                                                                                    |
| ----- | ------------------- | -------------------------------------------------------------------------------- | --------------------- | ------------ | --------- | ---------------------------------------------------------------------------------------- |
| 2024  | Denver              | website                                                                          | 28 juillet - 1er août |              |           |                                                                                          |
| 2023  | Los Angeles         | website                                                                          | 6 août - 10 août      |              |           |                                                                                          |
| 2022  | Vancouver           | website                                                                          | 8 août - 11 août      |              |           |                                                                                          |
| 2021  | Virtuel             | website                                                                          | 9 août - 13 août      |              |           |                                                                                          |
| 2020  | Virtuel             | website                                                                          | 19-23 juillet         |              |           |                                                                                          |
| 2019  | Los Angeles         | website                                                                          | 28 juillet - 1er août |              |           |                                                                                          |
| 2018  | Vancouver           | website                                                                          | 12 août - 16 août     |              |           |                                                                                          |
| 2017  | Los Angeles         | website                                                                          | 30 juillet - 3 août   |              |           |                                                                                          |
| 2016  | Anaheim             | website                                                                          | 24-29 juillet         |              |           |                                                                                          |
| 2015  | Los Angeles         | website                                                                          | 9-13 août             |              |           |                                                                                          |
| 2014  | Vancouver           | website, articles                                                                | 10–14 août            | 14,045       | 175       | Seconde édition de SIGGRAPH à se tenir hors des États-Unis                               |
| 2013  | Anaheim             | website, articles                                                                | 21–25 juillet         | 17,162       | 180       | [ 2 ]                                                                                    |
| 2012  | Los Angeles         | website, articles                                                                | 5–9 août              | 21,212       | 161       |                                                                                          |
| 2011  | Vancouver           | website, articles                                                                | 7–11 août             | 15,872       | 156       | Première édition de SIGGRAPH à se tenir hors des États-Unis                              |
| 2010  | Los Angeles         | website, articles                                                                | 25–29 juillet         | 22,549       | 160       |                                                                                          |
| 2009  | La Nouvelle-Orléans | website, articles                                                                | 3–7 août              | 11,000       | 140       |                                                                                          |
| 2008  | Los Angeles         | website, articles                                                                | 11–15 août            | 28,432       | 230+      |                                                                                          |
| 2007  | San Diego           | website, articles                                                                | 5–9 août              | 24,043       | 230+      |                                                                                          |
| 2006  | Boston              | website, articles                                                                | 30 juillet – 3 août   | 19,764       | 230+      |                                                                                          |
| 2005  | Los Angeles         | website, « articles »(Archive.org • Wikiwix • Archive.is • Google • Que faire ?) | 31 juillet – 4 août   | 29,122       | 250       |                                                                                          |
| 2004  | Los Angeles         | website, « articles »(Archive.org • Wikiwix • Archive.is • Google • Que faire ?) | 8–12 août             | 27,825       | 229       |                                                                                          |
| 2003  | San Diego           | website, « articles »(Archive.org • Wikiwix • Archive.is • Google • Que faire ?) | 27–31 juillet         | 24,332       | 240       |                                                                                          |
| 2002  | San Antonio         | website, « articles »(Archive.org • Wikiwix • Archive.is • Google • Que faire ?) | 21–26 juillet         | 17,274       | 225       |                                                                                          |
| 2001  | Los Angeles         | website, « articles »(Archive.org • Wikiwix • Archive.is • Google • Que faire ?) | 12–17 août            | 34,024       | 303       | Les meilleures productions de cette année sont disponibles sur les archives de Siggraph. |
| 2000  | La Nouvelle-Orléans | website                                                                          | 23–28 juillet         | 25,986       | 316       |                                                                                          |
| 1999  | Los Angeles         | website                                                                          | 8-13 août             | 42,690       | 337       |                                                                                          |
| 1998  | Orlando             | website                                                                          | 19-24 juillet         | 32,210       | 327       |                                                                                          |
| 1997  | Los Angeles         | website                                                                          | 3-8 août              | 48,700       | 359       |                                                                                          |
| 1996  | La Nouvelle-Orléans | website                                                                          | 4–9 août              | 28,500       | 321       |                                                                                          |
| 1995  | Los Angeles         | website                                                                          | 6–11 août             | 40,100       | 297       | [ 3 ]                                                                                    |
| 1994  | Orlando             |                                                                                  | 24 - 29 juillet       | 25,000       | 269       | [ 3 ]                                                                                    |
| 1993  | Anaheim             |                                                                                  | 1 - 6 août            | 27,000       | 285       | [ 3 ]                                                                                    |
| 1992  | Chicago             |                                                                                  | 26 - 31 juillet       | 34,148       | 253       | [ 3 ]                                                                                    |
| 1991  | Las Vegas           |                                                                                  | 28 juillet – 2 août   | 23,100       | 282       | [ 3 ]                                                                                    |
| 1990  | Dallas              |                                                                                  | 6-10 août             | 24,684       | 248       | [ 3 ]                                                                                    |
| 1989  | Boston              |                                                                                  | 31 juillet - 4 août   | 27,000       | 238       | [ 3 ]                                                                                    |
| 1988  | Atlanta             |                                                                                  | 1-5 août              | 19,000       | 249       | [ 3 ]                                                                                    |
| 1987  | Anaheim             |                                                                                  | 27-31 juillet         | 30,541       | 274       | [ 3 ]                                                                                    |
| 1986  | Dallas              |                                                                                  | 18-22 août            | 22,000       | 253       | [ 3 ]                                                                                    |
| 1985  | San Francisco       |                                                                                  | 22-26 juillet         | 27,000       | 254       | [ 3 ]                                                                                    |
| 1984  | Minneapolis         |                                                                                  | 23–27 juillet         | 20,390       | 218       | [ 3 ]                                                                                    |
| 1983  | Detroit             |                                                                                  | 25-29 juillet         | 14,000       | 195       | [ 3 ]                                                                                    |
| 1982  | Boston              |                                                                                  | 26-30 juillet         | 17,000       | 172       | [ 3 ]                                                                                    |
| 1981  | Dallas              |                                                                                  | 3-7 août              | 14,000       | 124       | [ 3 ]                                                                                    |
| 1980  | Seattle             |                                                                                  | 14-18 juillet         | 7,500        | 80        | [ 3 ]                                                                                    |
| 1979  | Chicago             |                                                                                  | 6-8 août              | 3,000        | 79        | [ 3 ]                                                                                    |
| 1978  | Atlanta             |                                                                                  |                       | 1,500        | 44        | [ 3 ]                                                                                    |
| 1977  | San José            |                                                                                  |                       | 750          | 38        | [ 3 ]                                                                                    |
| 1976  | Philadelphie        |                                                                                  |                       | 300          | 10        | [ 3 ]                                                                                    |
| 1975  | Bowling Green       |                                                                                  |                       | 300          |           | [ 3 ]                                                                                    |
| 1974  | Boulder             |                                                                                  | 15-17 juillet         | 600          |           | [ 3 ]                                                                                    |